# 奥拉河畔诺伊施塔特
奥拉河畔诺伊施塔特（德語：Neustadt an der Orla，發音：[ˈnɔʏʃtat ʔan deːɐ̯ ˈʔɔʁla]）是德国图林根州萨勒-奥拉县的城市，面积86.08平方千米，2023年12月31日人口为8,971人。

## 历史
2010年12月1日，市镇布赖滕海恩并入奥拉河畔诺伊施塔特。2019年1月1日，市镇施塔瑙并入奥拉河畔诺伊施塔特。2019年12月31日，市镇德雷巴、克瑙和奥拉河畔诺伊施塔特附近林达并入奥拉河畔诺伊施塔特。